# Aeropuerto de Sault Ste. Marie
El Aeropuerto de Sault Ste. Marie (del inglés: Sault Ste. Marie Airport) (IATA: YAM, OACI: CYAM) está ubicado a 8 MN (14,8 km; 9,2 mi) al suroeste de Sault Ste. Marie, Ontario, Canadá al extremo este del Lago Superior y al inicio del Río St. Marys.

## Aerolíneas y destinos
- Air Canada
  -  Air Canada Jazz
    - Vancouver / Aeropuerto Internacional de Toronto-Pearson
- Bearskin Airlines
  - Sudbury / Aeropuerto de Sudbury
  - North Bay / Aeropuerto de North Bay
  - Thunder Bay / Aeropuerto Internacional de Thunder Bay
- Sunwing Airlines
  - Varadero / Aeropuerto Juan Gualberto Gómez
  - Cancún / Aeropuerto Internacional de Cancún